# Bent Høie
Bent Høie (født 4. maj 1971 i Randaberg) er en tidligere norsk politiker (Høyre). Han var sundheds i Regeringen Solberg fra 2013 til 2021. Fra 24. januar 2020 blev ministerposten udvidet til at være sundheds- og omsorgsminister. Høie var valgt til Stortinget fra Rogaland siden 2000 til 2021, og anden næstformand i Høyre fra 2010 til 2020. Han var formand for Stortingets Sundheds- og Omsorgsudvalg 2009-2013.
Han er udnævnt til statsforvalter (tidligere kaldt fylkesmand i Rogaland og tiltræder 1. november 2021.
Høie var medlem af Rogaland fylkesting 1991-1999 og medlem af fylkesudvalget 1999-2000. Han var medlem af Randaberg kommunestyre 1992–1995 og af Stavanger bystyre 1999-2003.
I valgperioden 1997-2001 var han første stedfortræder i Stortinget og blev medlem da Jan Johnsen døde 8. april 2000. Fra 2001 til 2021 var han indvalgt på eget mandat.
Høie blev i 2020 gift med Dag Terje Solvang.

## Ekstrene henvisninger
- Wikimedia Commons har flere filer relateret til Bent Høie